# 2 Belgen
2 Belgen, auch Twee Belgen (niederländisch für Zwei Belgier) war eine belgische New-Wave-/Synthpop-Band aus Gent, die in den 1980ern mehrere teils internationale Hits hatten.

## Geschichte
Die Gruppe wurde 1982 in Gent als Duo um den kreativen Kern Rembert De Smet und Herman Celis gegründet, die bereits im Gründungsjahr mit Produzent Robert Beelen ihre erste Single Quand le film est triste veröffentlichten. Die B-Seite Lena wurde schnell im belgischen Underground bekannt. Schon früh setzte De Smet die zu dieser Zeit gerade erst aufkommenden Gitarren-Synthesizer ein, was den Stücken der Band in den Anfangsjahren einen futuristischen Klang verlieh.
Das kurz darauf erschienene selbstbetitelte Debütalbum entstand wieder zusammen mit Beelen als Produzent und setzte den experimentalen New Wave der Single fort. Für das zweite Album Soulsmasking erweiterte sich das Duo zu einer vollen Band um die neuen Mitglieder Jean-Lou Nowé, Herman Truyens und Chris Whitley, die Veröffentlichung blieb jedoch hinter den Erwartungen zurück. Als Reaktion auf den Misserfolg des zweiten Albums legte die Band von nun an den Fokus auf tanzbare „Club-Hymnen“.
Noch vor der Veröffentlichung des dritten Albums Trop Petit verließ Herman Celis die Band, er wurde durch den ehemaligen Tank-of-Danzig-Drummer Ulrich Krämer ersetzt. Mit Single-Auskopplungen wie Operation coup de poign, Queen of Mine und insbesondere einem Synthpop-Remix von Lena aus diesem Album konnten zwischen 1984 und 1986 diverse hohe Platzierungen in den belgischen und niederländischen Singlecharts erreicht werden.
Nach der Veröffentlichung des vierten und letzten Albums Sweet and Sour 1986 wurde es ruhig um die Gruppe, bis schließlich 1993 die offizielle Auflösung bekanntgegeben wurde. De Smet betätigte sich weiterhin als Produzent lokaler belgischer Dance-Projekte und gründete schließlich die Flamenco-Gruppe Esta Loco.

## Diskografie
Alben
- 1982: 2 Belgen (Antler)
- 1984: Soulsmasking (Antler)
- 1985: Trop Petit (Vogue)
- 1986: Sweet and Sour (Antler/Indisc)